# 提亞·田中
提亞·田中（Tia Tanaka，1987年3月15日—）是美国的专业的色情片女演员，她父亲是越南人，母亲则是法越混血儿。 

## 生平
Tia Tanaka出生于印尼，一岁时就随着父母移民到美国。首先居住在纽约，随后搬到洛杉矶。
念高中的时候，因受到金钱的诱惑，再加上好友Kitty Jung的邀请，于是决定拍色情片。由于甜美的脸孔及娇小的身躯，所以她通常都会被安排与一些大阴茎的男主角床戏。
2006年考上加利福尼亚大学，主修心理学。2009年9月，她决定退出成人电影。

## 荣获奖项
- 2007 Adam Film World Award – 最佳亚洲女演员
- 2007 F.A.M.E. Award        -  最佳女演员